# Fronteras del regreso
Fronteras del regreso fue una serie colombiana realizada por Colombiana de Televisión para Canal A en 1992. Protagonizada por los actores Orlando Valenzuela, Marcela Gallego y  Maribel Abello.

## Sinopsis
La historia de una pareja de clase media que trabaja en una revista en Bogotá, meses después de estar casados son separados. Alejandra cree que su esposo Eduardo ha muerto en un accidente de avión. Pero en realidad él fue a parar a Venezuela sin recordar nada de su pasado, ya que fue víctima de maleantes que le suministraron barbitúricos en el aeropuerto.
Alejandra recibe una fortuna de indemnización por la muerte de su esposo, a su vez que tiene que librar los asedios de su jefe, el gerente de la revista. Al tiempo que Eduardo debe sobrevivir en un mundo ajeno mezclándose con prostitutas, gays, y maleantes al interior de una cantina; cuando recupera la memoria intenta regresar al lado de su esposa, volviéndose un infierno para ambos en el que él ve casi imposible cruzar la frontera y ella en medio de su dolor debe comenzar una nueva vida sorteando el asedio constante de varios hombres de su trabajo y enfrentando la corrupción de un medio de comunicación. 

## Reparto
- Orlando Valenzuela - Eduardo
- Marcela Gallego - Jenny "La Pereirana"
- Maribel Abello - Alejandra
- Jorge Herrera
- Germán Escallón - Renato
- Luis Eduardo Motoa
- Alberto León Jaramillo
- Luisa Fernanda Giraldo
- Santiago Bejarano
- Humberto Arango
- Mauro Donetti
- Ana María Kamper- Ginger Rogers
- Ana María Sánchez- Coromoto
- Constanza Gutiérrez
- Maurizio Konde
- Gilberto Ramirez
- Talú Quintero
- Carlos Duplat
- Adriana Villamizar
- Carmiña Martínez
- Robinson Diaz
- Julián Román
- Carmenza González